# Lola Lolita
Lola Moreno Marco, coneguda com a Lola Lolita   (Elx, 5 d'abril de 2002), és una tiktoker valenciana.
Té més de 9,2 milions de seguidors a TikTok i 2,4 milions a Instagram. També penja vídeos a YouTube de maquillatge, preguntes i respostes i vlogs dels viatges que fa. El canal en qüestió disposa de 225.000 subscriptors. El 2024, va participar en la cinquena edició del programa televisiu El desafío, i el 2025 es va incorporar a El Hormiguero d'Antena 3 com a col·laboradora, amb una secció titulada Lolita Hacks. A banda, ha publicat un parell de llibres i ven samarretes, dessuadores i joies a través de la seva pàgina web.
El setembre del 2022, es va viralitzar un so a TikTok de Luca Dazi dient «Pillan a Lola Lolita fumando en un bar» (lit. ‘Sorprenen Lola Lolita fumant en un bar’), cosa que encara va potenciar més el seu renom. Irònicament, ella va declarar que detestava el tabac.

## Vida personal
Entre el 2021 i el 2024, va mantenir una relació amorosa amb l'influenciador Isaac Belk.